# Saison 1987-1988 de l'AS Saint-Étienne
Chronologie
Saison précédente Saison suivante
Cette page présente la saison 1987-1988 de l'AS Saint-Étienne. Le club évolue en Division 1, et en Coupe de France.

## Résumé de la saison
- Les Verts terminent à une surprenante 4e place au championnat en gagnant le double de matchs par rapport à la saison passée. Mais cette 4e place n'est toutefois pas qualificative pour une Coupe d'Europe.
- En Coupe de France, le club se fait éliminer lors des 32èmes de finale face à Mulhouse
- Le meilleur buteur de la saison est un nouvel arrivant en la personne de Patrice Garande avec un total de 17 buts toutes compétitions confondues.
- C'est aussi le retour de l'entraîneur mythique des années 1970 en la personne de Robert Herbin
- Au niveau des mouvements de joueurs, beaucoup d'arrivées depuis le centre de formation. On note tout de même les arrivées importantes de John Sivebæk, Mustapha El Haddaoui et un nouveau tandem en attaque avec Philippe Tibeuf et le retour de Patrice Garande

## Équipe professionnelle

### Transferts
| Nom                     | Nationalité | Poste     | Transfert | Provenance/Destination | Division        |
| ----------------------- | ----------- | --------- | --------- | ---------------------- | --------------- |
| Arrivées                |             |           |           |                        |                 |
| John Sivebæk            |             | Défenseur | Transfert | Manchester Utd         | Première League |
| Thierry Roumazeilles    |             | Défenseur | -         | Formé au club          | -               |
| Christophe Pignol       |             | Défenseur | -         | Formé au club          | -               |
| Christophe Deguerville  |             | Défenseur | -         | Formé au club          | -               |
| Guy Clavelloux          |             | Milieu    | -         | Formé au club          | -               |
| Pierre Haon             |             | Milieu    | -         | Formé au club          | -               |
| Nicolas Mermet-Maréchal |             | Milieu    | -         | Formé au club          | -               |
| Victor Pedreiro         |             | Milieu    | -         | Formé au club          | -               |
| Mustapha El Haddaoui    |             | Milieu    | Transfert | Lausanne               | Division 1      |
| Patrice Garande         |             | Attaquant | Transfert | Nantes                 | Division 1      |
| Philippe Tibeuf         |             | Attaquant | Transfert | AS Monaco              | Division 1      |
| Jean-Pierre François    |             | Attaquant | Transfert | Dijon                  | Division 2      |
| Vincent Chicharo        |             | Attaquant | -         | Formé au club          | -               |
| Départs                 |             |           |           |                        |                 |
| François Lemasson       |             | Gardien   | Transfert | Olympique lyonnais     | Division 2      |
| Youssef Belkebla        |             | Milieu    | Transfert | Beauvais               | Division 2      |
| Alain Bénédet           |             | Milieu    | Transfert | SC Toulon              | Division 1      |
| Jean-François Daniel    |             | Milieu    | Transfert | Lille OSC              | Division 1      |
| Jean-Luc Ribar          |             | Milieu    | Transfert | Lille OSC              | Division 1      |
| Georgi Slavkov          |             | Attaquant | Transfert | Chaves                 | Division 1      |
| Merry Krimau            |             | Attaquant | Transfert | Matra Racing           | Division 1      |

Jean-Luc Ribar  ne rejoint Lille   qu'en janvier 1988.

### Championnat

#### Matchs allers
| Date       | N o | Adversaire               | Lieu | Résultat | Buteurs pour Saint-Étienne                 | Points | Classement |
| ---------- | --- | ------------------------ | ---- | -------- | ------------------------------------------ | ------ | ---------- |
| 18/07/1987 | J01 | Stade lavallois          | Ext. | 4 - 0    | -                                          | 0      | 20         |
| 25/07/1987 | J02 | Matra Racing             | Ext. | 2 – 2    | Garande 48e (pen.), Haon 51e               | 1      | 20         |
| 01/08/1987 | J03 | FC Nantes                | Dom. | 1 – 1    | El Haddaoui 82e                            | 2      | 18         |
| 08/08/1987 | J04 | OGC Nice                 | Ext. | 2 - 3    | Musquère 12e, Garande 16e, El Haddaoui 77e | 4      | 14         |
| 15/08/1987 | J05 | FC Metz                  | Dom. | 2 - 0    | El Haddaoui 58e, Kastendeuch 89e (csc)     | 6      | 6          |
| 18/08/1987 | J06 | Chamois niortais FC      | Ext. | 2 - 1    | El Haddaoui 52e                            | 6      | 12         |
| 22/08/1987 | J07 | AJ Auxerre               | Dom. | 2 - 1    | Garande 18e 27e (pen.)                     | 8      | 7          |
| 29/08/1987 | J08 | Olympique de Marseille   | Ext. | 5 - 1    | Garande 35e                                | 8      | 14         |
| 02/09/1987 | J09 | RC Lens                  | Dom. | 2 - 1    | Garande 42e (pen.) 72e                     | 10     | 7          |
| 12/09/1987 | J10 | Le Havre AC              | Ext. | 1 – 1    | Clavelloux G. 70e                          | 11     | 9          |
| 19/09/1987 | J11 | Toulouse FC              | Dom. | 2 - 0    | Haon 43e, Garande 65e                      | 13     | 3          |
| 26/09/1987 | J12 | Paris SG                 | Ext. | 3 - 0    | -                                          | 13     | 8          |
| 03/10/1987 | J13 | Montpellier PSC          | Dom. | 2 - 1    | Chicharo 66e, Garande 77e                  | 15     | 6          |
| 07/10/1987 | J14 | AS Monaco                | Ext. | 2 - 1    | El Haddaoui 79e                            | 15     | 8          |
| 17/10/1987 | J15 | AS Cannes                | Dom. | 1 - 0    | Dimitrov 52e                               | 17     | 6          |
| 24/10/1987 | J16 | FC Girondins de Bordeaux | Ext. | 1 – 0    | -                                          | 17     | 10         |
| 31/10/1987 | J17 | SC Toulon                | Dom. | 0 - 0    | -                                          | 18     | 10         |
| 07/11/1987 | J18 | Lille                    | Ext. | 1 - 2    | Garande 35e, Tibeuf 55e                    | 20     | 7          |
| 11/11/1987 | J19 | Brest                    | Dom. | 4 - 0    | Tibeuf 49e 68e, El Haddaoui 65e, Haon 90e  | 22     | 5          |

#### Matchs retours
| Date       | N o | Adversaire               | Lieu | Résultat | Buteurs pour Saint-Étienne                          | Points | Classement |
| ---------- | --- | ------------------------ | ---- | -------- | --------------------------------------------------- | ------ | ---------- |
| 22/11/1987 | J20 | Matra Racing             | Dom. | 0 - 2    | -                                                   | 22     | 6          |
| 28/11/1987 | J21 | FC Nantes                | Ext. | 2 - 3    | Tibeuf 2e 88e, Ferri 38e                            | 24     | 4          |
| 05/12/1987 | J22 | OGC Nice                 | Dom. | 3 - 2    | Tibeuf 11e, Haon 34e , Garande 65e                  | 26     | 4          |
| 12/12/1987 | J23 | FC Metz                  | Ext. | 2 - 1    | El Haddaoui 34e                                     | 26     | 5          |
| 19/12/1987 | J24 | Chamois niortais FC      | Dom. | 2 - 0    | Tibeuf 18e 61e                                      | 28     | 4          |
| 20/02/1988 | J25 | AJ Auxerre               | Ext. | 0 - 1    | Tibeuf 57e                                          | 30     | 4          |
| 27/02/1988 | J26 | Olympique de Marseille   | Dom. | 0 - 1    | -                                                   | 30     | 4          |
| 04/03/1988 | J27 | RC Lens                  | Ext. | 1 - 0    | -                                                   | 30     | 6          |
| 19/03/1988 | J28 | Le Havre AC              | Dom. | 2 - 1    | Tibeuf 70e, Garande 65e                             | 32     | 4          |
| 26/03/1988 | J29 | Toulouse FC              | Ext. | 2 - 3    | Garande 17e 47e, Ferri 50e                          | 34     | 4          |
| 02/04/1988 | J30 | Paris SG                 | Dom. | 1 - 3    | El Haddaoui 73e                                     | 34     | 5          |
| 09/04/1988 | J31 | Montpellier PSC          | Ext. | 5 - 0    | -                                                   | 34     | 6          |
| 15/04/1988 | J32 | AS Monaco                | Dom. | 3 - 0    | Tibeuf 62e, Garande 65e, Haon 78e                   | 36     | 6          |
| 30/04/1988 | J33 | AS Cannes                | Ext. | 1 - 0    | -                                                   | 36     | 7          |
| 07/05/1988 | J34 | FC Girondins de Bordeaux | Dom. | 1 - 1    | Ferri 75e                                           | 37     | 6          |
| 14/05/1988 | J35 | SC Toulon                | Ext. | 1 - 1    | El Haddaoui 68e                                     | 38     | 6          |
| 21/05/1988 | J36 | Lille                    | Dom. | 4 - 3    | Garande 13e (pen.) 62e, El Haddaoui 40e, Tibeuf 70e | 40     | 4          |
| 27/05/1988 | J37 | Brest                    | Ext. | 1- 0     | -                                                   | 40     | 4          |
| 04/06/1988 | J38 | Stade lavallois          | Dom. | 2 - 1    | Chicharo 22e, Ferri 34e (pen.)                      | 42     | 4          |

### Classement final
En cas d'égalité entre deux clubs, le premier critère de départage est la différence de buts.
| Rang | Équipe                  | Pts | J  | G  | N  | P  | Bp | Bc | Diff |
| ---- | ----------------------- | --- | -- | -- | -- | -- | -- | -- | ---- |
| 1    | AS Monaco               | 52  | 38 | 20 | 12 | 6  | 53 | 29 | +24  |
| 2    | Girondins de Bordeaux T | 46  | 38 | 18 | 10 | 10 | 46 | 30 | +16  |
| 3    | Montpellier PSC P       | 45  | 38 | 18 | 9  | 11 | 68 | 38 | +30  |
| 4    | AS Saint-Étienne        | 42  | 38 | 18 | 6  | 14 | 54 | 56 | -2   |
| 5    | SC Toulon               | 41  | 38 | 14 | 13 | 11 | 41 | 26 | +15  |
| 6    | Olympique de Marseille  | 41  | 38 | 18 | 5  | 15 | 49 | 43 | +6   |
| 7    | Matra Racing            | 41  | 38 | 12 | 17 | 9  | 35 | 42 | -7   |
| 8    | FC Metz C               | 40  | 38 | 16 | 8  | 14 | 46 | 40 | +6   |
| 9    | AJ Auxerre              | 39  | 38 | 12 | 15 | 11 | 37 | 29 | +8   |
| 10   | FC Nantes               | 39  | 38 | 13 | 13 | 12 | 46 | 41 | +5   |
| 11   | Lille OSC               | 37  | 38 | 14 | 9  | 15 | 45 | 39 | +6   |
| 12   | AS Cannes P             | 37  | 38 | 13 | 11 | 14 | 42 | 52 | -10  |
| 13   | Toulouse FC             | 35  | 38 | 14 | 7  | 17 | 35 | 47 | -12  |
| 14   | Stade lavallois         | 34  | 38 | 12 | 10 | 16 | 38 | 38 | 0    |
| 15   | Paris SG                | 34  | 38 | 12 | 10 | 16 | 36 | 45 | -9   |
| 16   | OGC Nice                | 33  | 38 | 15 | 3  | 20 | 42 | 47 | -5   |
| 17   | RC Lens                 | 33  | 38 | 13 | 7  | 18 | 40 | 62 | -22  |
| 18   | Chamois niortais FC P   | 32  | 38 | 11 | 10 | 17 | 34 | 42 | -8   |
| 19   | Brest Armorique FC      | 32  | 38 | 11 | 10 | 17 | 32 | 52 | -20  |
| 20   | Le Havre AC             | 27  | 38 | 8  | 11 | 19 | 35 | 56 | -21  |

Victoire à 2 points
Qualifications européennes
Coupe des clubs champions européens
- 1er : 1er tour (1/16 de finale)

Coupe d'Europe des vainqueurs de coupe
- Vainqueur de la Coupe de France : 1er tour (1/16 de finale)

Coupe UEFA
- 2e et 3e : 1er tour (1/32 de finale)

Relégation
- 18e : barrage de relégation en Division 2
- 19e et 20e : relégation en Division 2

Abréviations
T : Tenant du titre

C : Vainqueur de la Coupe de France 1987-1988

P : Promus de Division 2
- Les vainqueurs des deux groupes de D2, le RC Strasbourg et le FC Sochaux, obtiennent la montée directe en D1. Les deux deuxièmes et troisièmes des groupes s'affrontent et c'est le Stade Malherbe caennais qui gagne le droit de défier le 18e de D1, les Chamois niortais, pour obtenir la troisième place en D1. C'est finalement le Stade Malherbe caennais qui remporte ce barrage (4-1 sur les deux matchs[3]) et obtient la montée en D1 alors que Niort est relégué.

### Coupe de France

#### Tableau récapitulatif des matchs
| Date       | N o           | Adversaire | Lieu                           | Résultat        | Buteurs pour Saint-Étienne | Suite    |
| ---------- | ------------- | ---------- | ------------------------------ | --------------- | -------------------------- | -------- |
| 12/03/1988 | 32e de finale | Mulhouse   | Stade de la Meinau, Strasbourg | 0 - 0 (4-1 tab) | -                          | Éliminés |

### Statistiques

#### Équipe-type
| \| Castaneda Primard Ferri (Dimitrov) Gros Sivebæk (E.Clavelloux) (Courault) Françoise G.Clavelloux (Peycelon) El Haddaoui Haon Garande Tibeuf (Musquère) (Chicharo) \| Équipe-type de la saison 1987-1988 |
| Castaneda Primard Ferri (Dimitrov) Gros Sivebæk (E.Clavelloux) (Courault) Françoise G.Clavelloux (Peycelon) El Haddaoui Haon Garande Tibeuf (Musquère) (Chicharo)                                          |

#### Buteurs
| Place | Nom                  | Division 1 | Coupe de France | TOTAL des BUTS |
| 1     | Patrice Garande      | 17 buts    | -               | 17 buts        |
| 2     | Philippe Tibeuf      | 12 buts    | -               | 12 buts        |
| 3     | Mustapha El Haddaoui | 10 buts    | -               | 10 buts        |
| 4     | Pierre Haon          | 5 buts     | -               | 5 buts         |
| 5     | Patrice Ferri        | 4 buts     | -               | 4 buts         |
| 6     | Vincent Chicharo     | 2 buts     | -               | 2 buts         |
| 7     | Georgi Dimitrov      | 1 but      | -               | 1 but          |
| 7     | Hervé Musquère       | 1 but      | -               | 1 but          |
| 7     | Guy Clavelloux       | 1 but      | -               | 1 but          |
| #     | contre son camp      | 1 but      | -               | 1 but          |
| Total | 9 buteurs            | 54 buts    | -               | 54 buts        |

Date de mise à jour : le 12 février 2016.

#### Statistiques cartons jaunes
| Place | Nom                     | Division 1 | Coupe de France | TOTAL des CARTONS |
| 1     | Guy Clavelloux          | 4 cartons  | -               | 4 cartons         |
| 2     | Mustapha El Haddaoui    | 3 cartons  | -               | 3 cartons         |
| 2     | Eric Clavelloux         | 3 cartons  | -               | 3 cartons         |
| 2     | Pierre Haon             | 3 cartons  | -               | 3 cartons         |
| 2     | Patrice Ferri           | 3 cartons  | -               | 3 cartons         |
| 2     | Georgi Dimitrov         | 3 cartons  | -               | 3 cartons         |
| 2     | Jean-Philippe Primard   | 3 cartons  | -               | 3 cartons         |
| 2     | Philippe Tibeuf         | 2 cartons  | 1 carton        | 3 cartons         |
| 9     | Patrice Garande         | 2 cartons  | -               | 2 cartons         |
| 9     | Thierry Gros            | 2 cartons  | -               | 2 cartons         |
| 9     | Thierry Courault        | 2 cartons  | -               | 2 cartons         |
| 12    | Vincent Chicharo        | 1 carton   | -               | 1 carton          |
| 12    | Thierry Roumazeilles    | 1 carton   | -               | 1 carton          |
| 12    | Jean-Pierre François    | 1 carton   | -               | 1 carton          |
| 12    | Gilles Peycelon         | 1 carton   | -               | 1 carton          |
| 12    | John Sivebæk            | 1 carton   | -               | 1 carton          |
| 12    | Nicolas Mermet-Maréchal | 1 carton   | -               | 1 carton          |
| 12    | Pascal Françoise        | -          | 1 carton        | 1 carton          |
| Total | 19 joueurs              | 36 cartons | 2 cartons       | 38 cartons        |

Date de mise à jour : le 12 février 2016.

#### Affluences
342 006 spectateurs ont assisté à une rencontre au stade cette saison, soit une moyenne de 18 000 par match.
19 rencontres ont eu lieu à Geoffroy-Guichard durant la saison.
Affluence de l'AS Saint-Étienne à domicile

### Équipe de France
Un Stéphanois est sélectionné en équipe de France cette saison : Patrice Garande (1 sélection)
| Joueurs         | Position  | Date       | Lieu    | Adversaire      | Type rencontre | Score | Temps de jeu | Buts |
| Patrice Garande | Attaquant | 27.04.1988 | Belfast | Irlande du Nord | amical         | 0 – 0 | 83           | -    |